# 瀛海駅
瀛海駅（えいかいえき、中国語：瀛海站、拼音：Yínghǎi zhàn）は北京市大興区に位置する北京地下鉄8号線の駅。

## 歴史
- 2018年12月30日 - 開業[1]。

## 駅構造

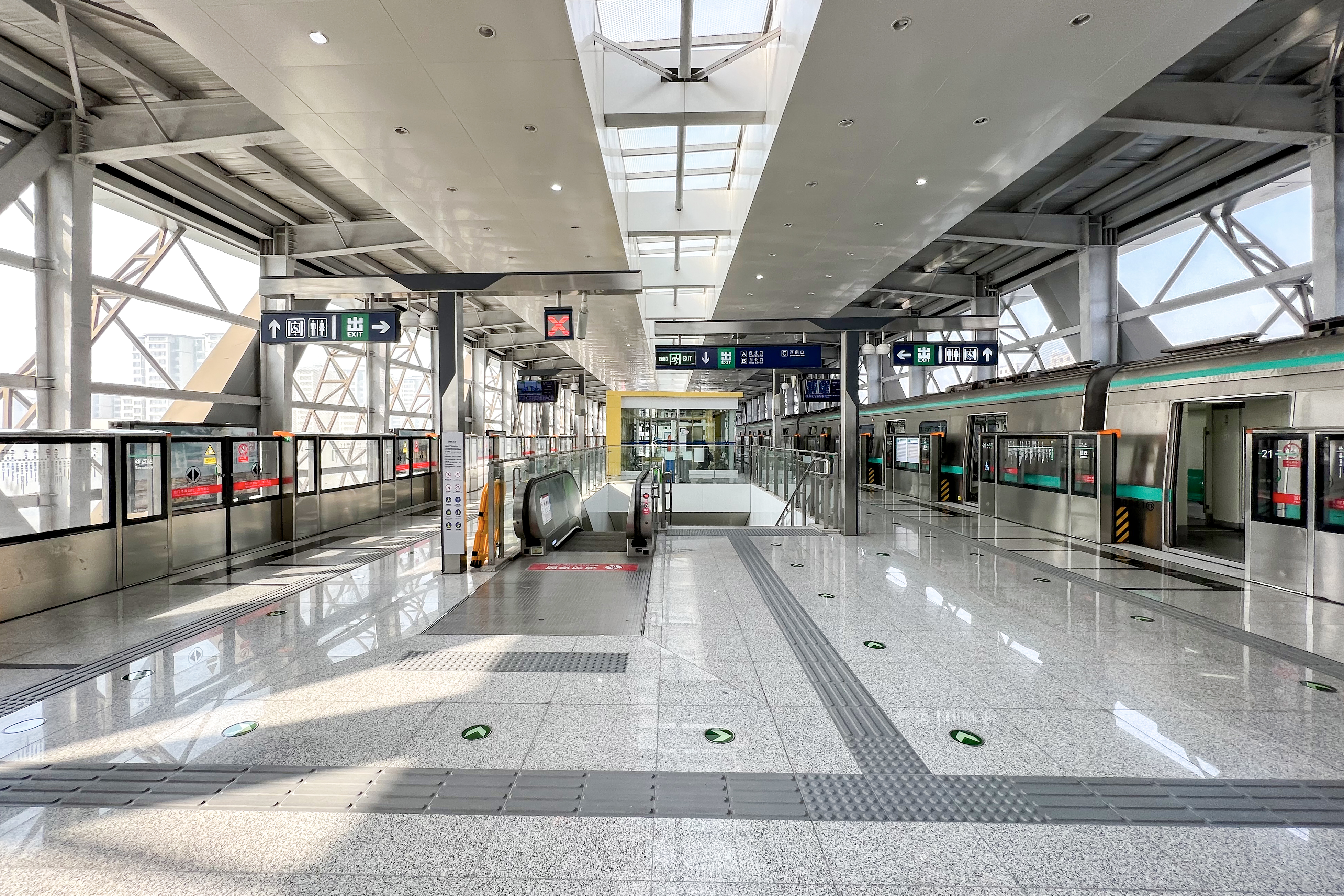
ホーム

島式ホーム1面2線を有する高架駅。

## 駅周辺
- 国瑞瑞福園
- 北京瀛海環宇坊

## 隣の駅
北京地下鉄
■8号線
徳茂駅 - 瀛海駅